# Renault City K-ZE

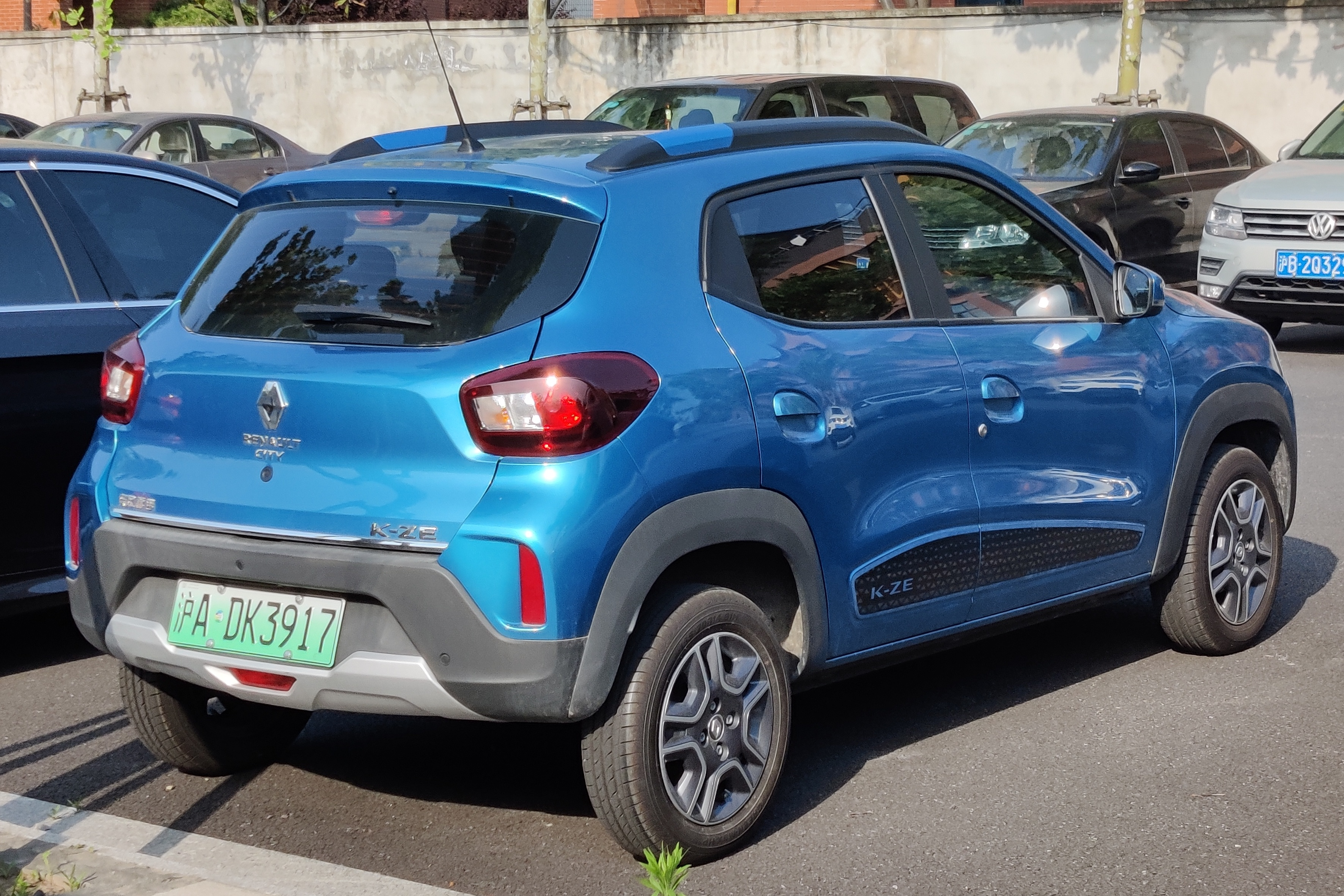
Heckansicht

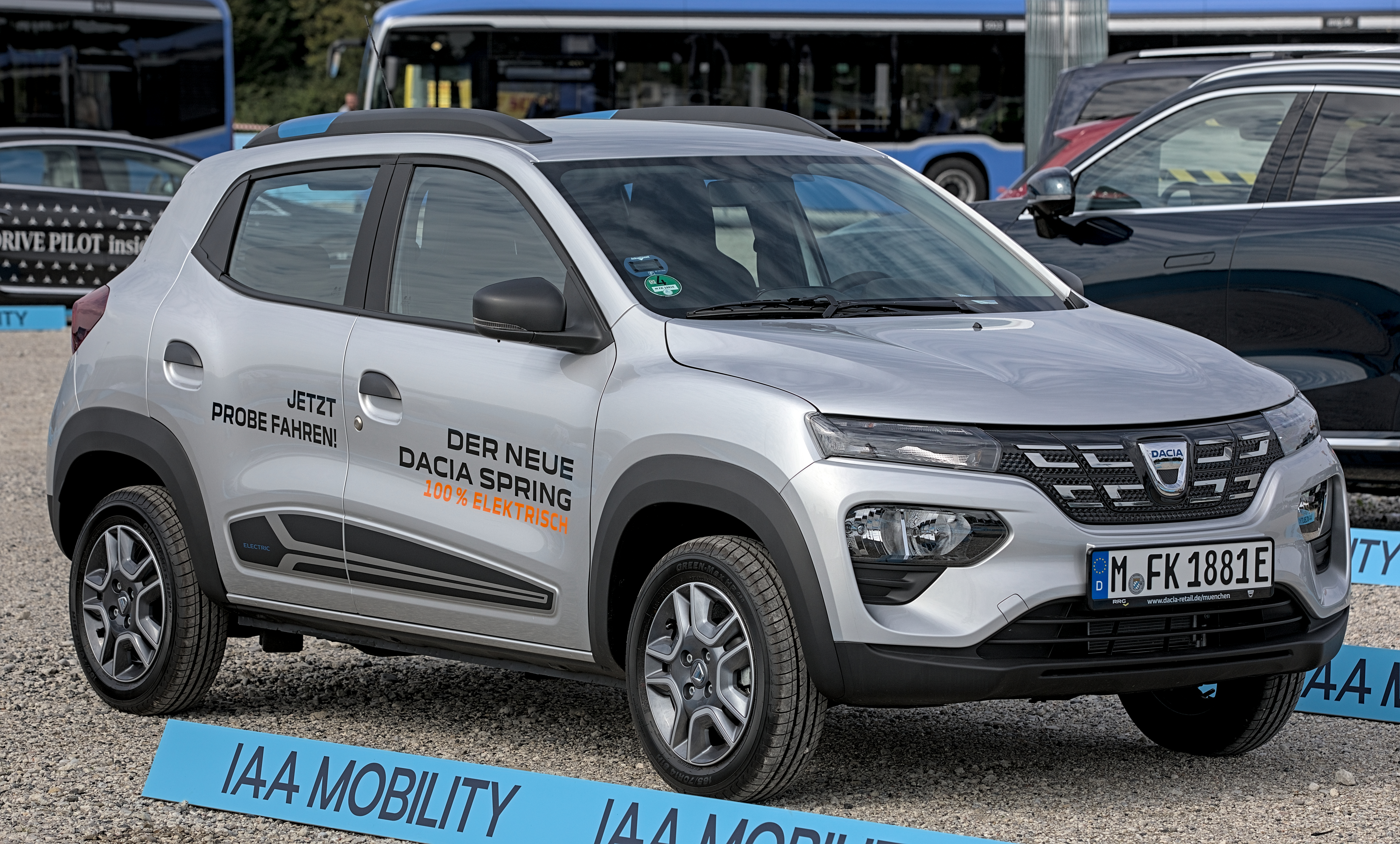
Dacia Spring Electric

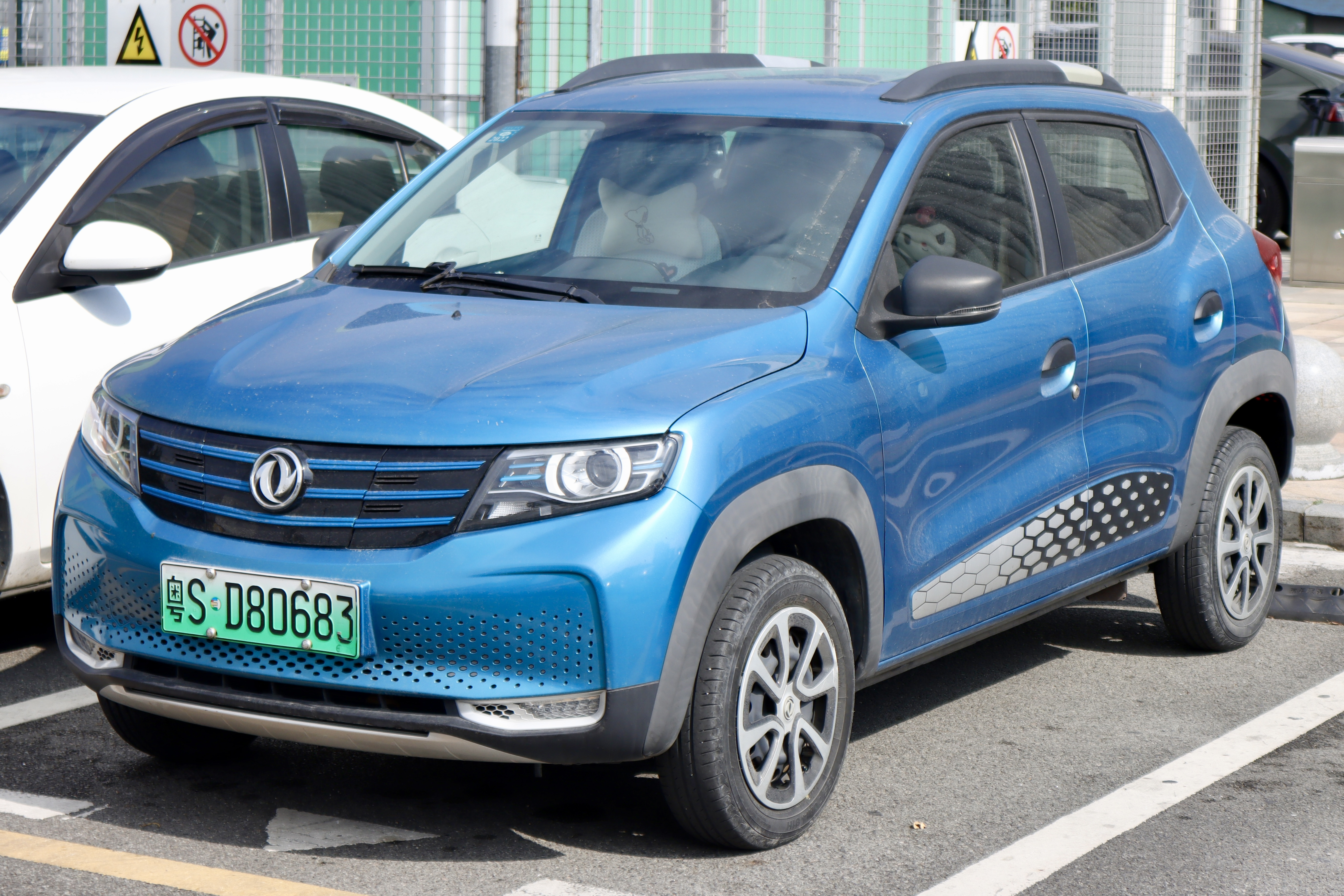
Dongfeng Fengguang E1

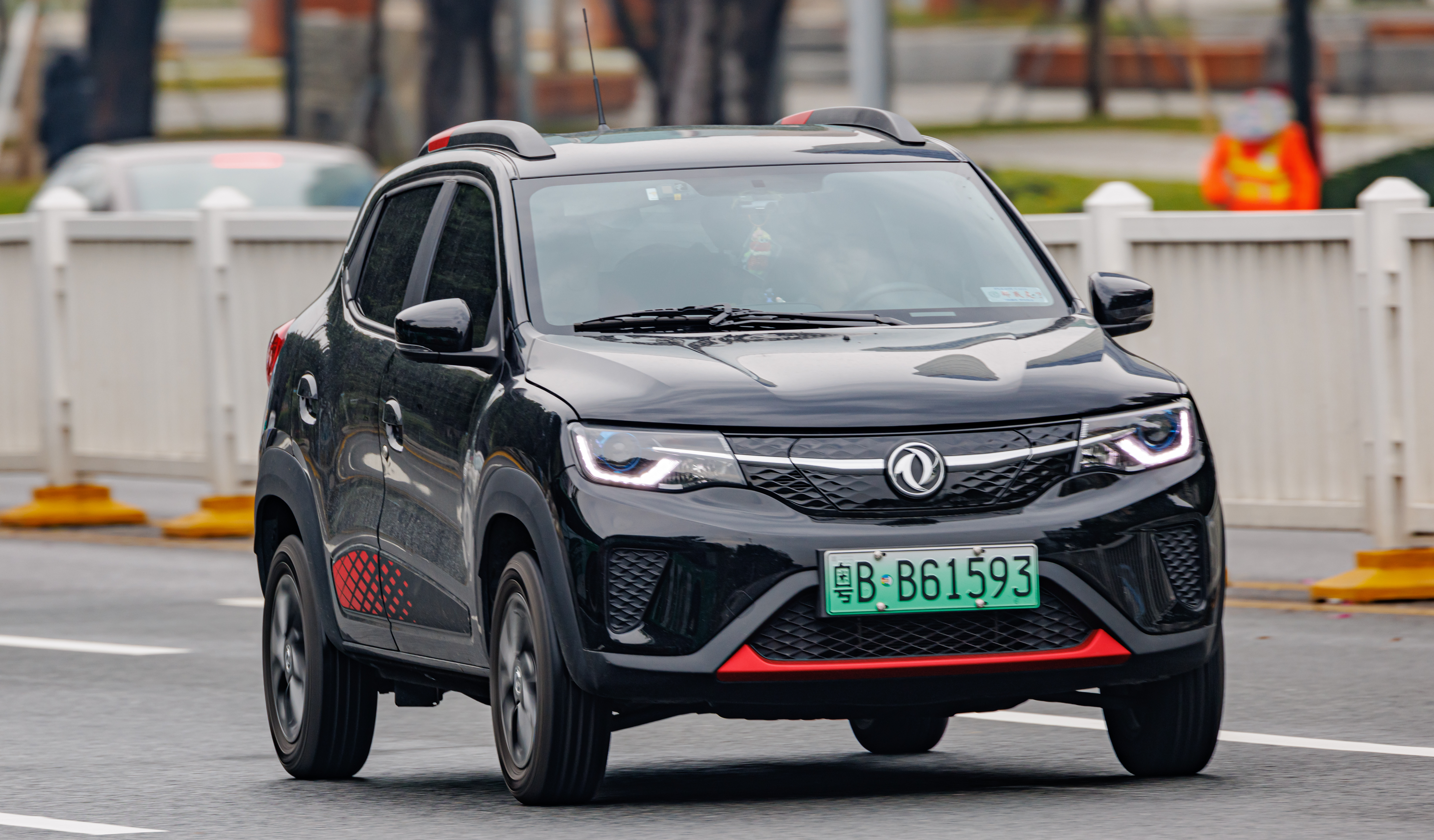
Dongfeng Fengshen EX1

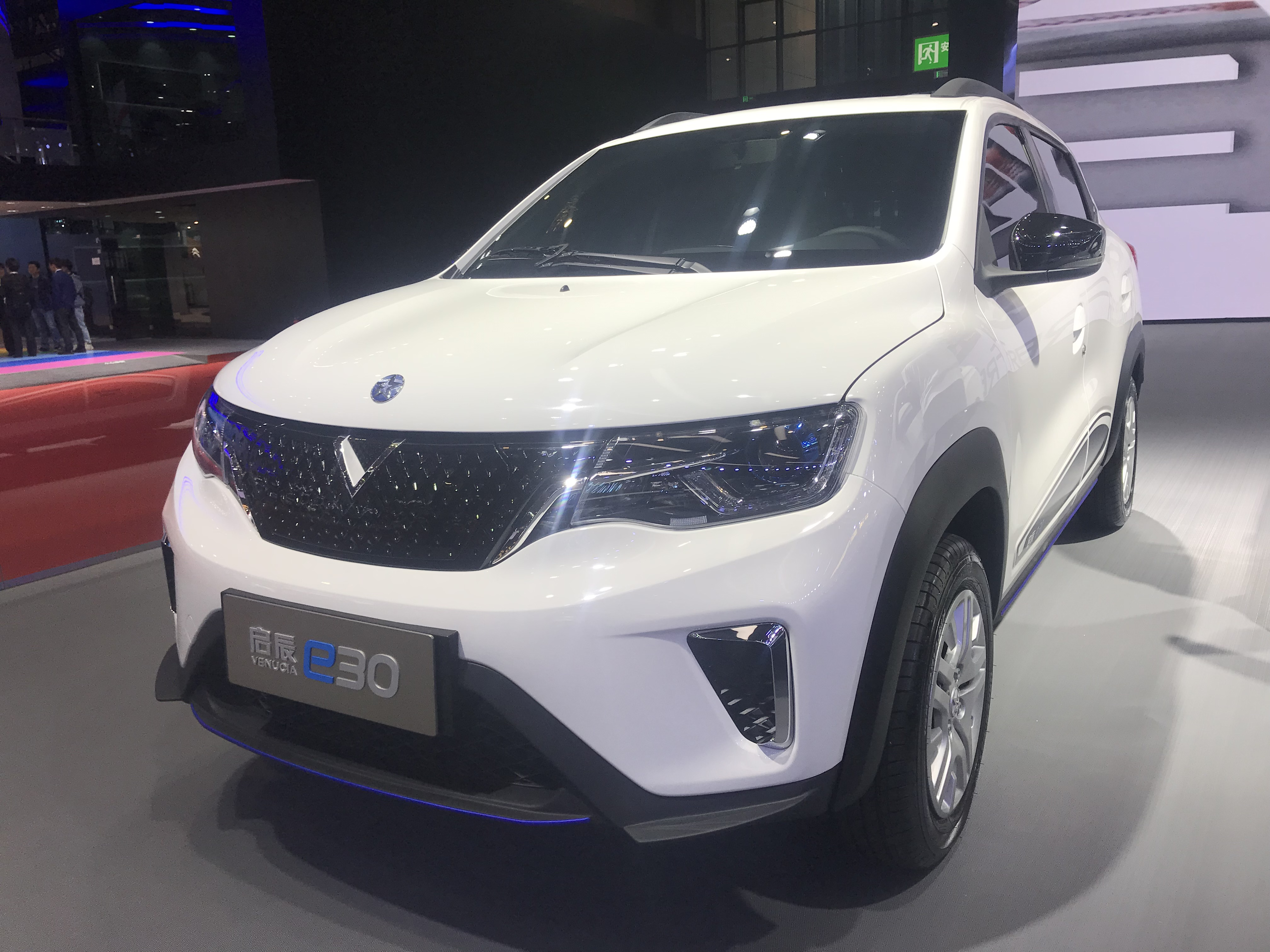
Venucia e30

Der Renault City K-ZE (ausgesprochen „Kay-Zee“) ist ein elektrisches SUV des französischen Kraftfahrzeugherstellers Renault, das 2019 vorgestellt wurde. Es ist das fünfte Elektroauto von Renault – insgesamt hat Renault vor, das Angebot an Elektrofahrzeugen auf acht Modelle zu erweitern.
Der Dongfeng Fengguang E1, der Dongfeng Fengshen EX1 und der Dongfeng Fengxing Joyear T1 EV sind baugleiche Varianten von unterschiedlichen Submarken der Automarke Dongfeng. Außerdem baut die zweite Generation des Venucia e30 auf dem SUV auf.
In Europa wird der City K-ZE als Dacia Spring Electric verkauft.

## Präsentation
Das Konzeptfahrzeug des City K-ZE wurde auf dem Pariser Autosalon 2018, damals noch unter Carlos Ghosn, vorgestellt – als Kooperation mit der Dongfeng Motor Corporation.
Das Serienfahrzeug wurde schließlich im April 2019 auf der Auto Shanghai (Shanghai Motor Show) auf dem Messegelände des Shanghai New International Expo Centre (SNIEC) in Shanghai präsentiert. Innerhalb eines halben Jahres wurde durch die Zusammenarbeit Renaults mit eGT New Energy Automotive Co., einem chinesischen Unternehmen, aus dem Konzeptfahrzeug ein Serienfahrzeug.
Anfang März 2020 präsentierte Dacia ein Konzeptfahrzeug des ersten Elektrofahrzeugs der Marke auf Basis des City K-ZE, das Serienmodell wurde im Herbst 2020 vorgestellt.

## Das Fahrzeug
Der Renault City K-ZE ist ein Mini-SUV, das von einem Elektromotor angetrieben wird. Die Bodenfreiheit von 15 Zentimetern soll für einen komfortablen Einstieg und eine gute Übersicht sorgen. Zur besseren Übersicht sollen auch große Fenster sowie dünne Fahrzeugsäulen beitragen.
Der Radstand beträgt 2,43 Meter und die Außenlänge 3,73  bis 3,74 Meter; das Fahrzeug soll dennoch ein gutes Platzangebot bieten. Der Kofferraum hat ein Volumen von nahezu 300 Litern. Äußerlich erinnert der Wagen an den Renault Captur und Renault Twingo.
Das Fahrzeug hat ein Multimediasystem mit einem acht Zoll (20,3 Zentimeter) großem Touchscreen, 4G-Internetzugang, Spracherkennung, Navigationssystem, Rückfahrkamera sowie Echtzeitkontrolle der Elektrofahrzeugfunktionen. Per App kann von außen auf das Info-Terminal zugegriffen werden. Feinstaubsensoren und ein System zur Kontrolle der Luftqualität sollen für ein gutes Innenraumklima sorgen, was in Gebieten mit großer Smog-Belastung von Vorteil sein könnte.
Die Türinnenverkleidungen und das Armaturenbrett sind aus Kunststoff gefertigt und die Sitze sind mit Stoff bezogen.

## Technische Daten
|                           | Renault City K-ZE                                         | Dacia Spring Electric                                                   |
| ------------------------- | --------------------------------------------------------- | ----------------------------------------------------------------------- |
| Bauzeitraum               | 2019–2020                                                 | seit 2021                                                               |
| Motorkenndaten            |                                                           |                                                                         |
| Motortyp                  | Elektromotor                                              | Elektromotor                                                            |
| max. Leistung             | 33 kW (44,8 PS)                                           | 33 kW (44,8 PS)                                                         |
| max. Drehmoment           | 125 Nm                                                    | 125 Nm                                                                  |
| Antriebsbatterie          |                                                           |                                                                         |
| Energieinhalt             | 28,6 kWh                                                  | 27,4 kWh                                                                |
| Messwerte                 |                                                           |                                                                         |
| Beschleunigung 0–100 km/h |                                                           | 19,1 s                                                                  |
| Höchstgeschwindigkeit     | 105 km/h                                                  | 125 km/h                                                                |
| Durchschnittsverbrauch    |                                                           | 13,9 kWh / 100 km (WLTP)                                                |
| Reichweite                | 271 km (NEFZ)                                             | 230 km (WLTP)                                                           |
| Ladedauer (0–80%)         | 50 Minuten (Schnellladebetrieb) / 4 h (Normalladebetrieb) | 50 Minuten (30 kW DC) / 3:42 h (7,4 kW AC 32 A) / 6:39 h (230V AC 16 A) |

Die Reichweite soll innerstädtisch etwa 250 Kilometer sowie bei einer Geschwindigkeit unter 60 km/h bis zu 350 Kilometer betragen. Der Renault City K-ZE verfügt über zwei Lademodi. Im Schnellladebetrieb lässt sich die Batterie in 50 Minuten auf 80 Prozent ihrer Kapazität laden; der langsame Lademodus soll vier Stunden bis zur vollen Beladung dauern.
Eine Nutzbremse ist nicht vorhanden, wodurch das Fahrzeug ausrollt, wenn der Fahrer vom Gas geht. In sieben Sekunden beschleunigt das Fahrzeug auf 60 km/h, die maximale Geschwindigkeit von 105 km/h ist gleichzeitig die erlaubte Höchstgeschwindigkeit in der Volksrepublik China, dem primären Markt für das Fahrzeug.

## Preis und Verkauf
Der Verkauf startete 2019 in der Volksrepublik China mittlerweile größten Markt für Elektrofahrzeuge, wo Renault ein Verkaufsziel von 550.000 Fahrzeugen bis 2022 hat.
Seit 2021 ist der Dacia Spring Electric in Europa erhältlich.
Der Renault City K-ZE wird wie seine Geschwister in Wuhan produziert, das dortige Werk hat eine Kapazität von 120.000 Fahrzeugen und könne nahezu beliebig erweitert werden.